# FC SYNOT
FC SYNOT Staré Město byl český fotbalový klub ze Starého Města. Klub vznikl v roce 1999 z původního staroměstského klubu. Zanikl v roce 2000 sloučením klubů FC SYNOT a FC SYNOT Slovácká Slavia Uherské Hradiště do nově vzniklého klubu 1. FC SYNOT, od roku 2004 pod názvem 1. FC Slovácko.

## Historické názvy
Zdroj: 
- 1999 – FC SYNOT (Football Club Syn a Otec)

## Umístění v jednotlivých sezonách
Zdroj: 
Legenda: Z – zápasy, V – výhry, R – remízy, P – porážky, VG – vstřelené góly, OG – obdržené góly, +/- – rozdíl skóre, B – body, červené podbarvení – sestup, zelené podbarvení – postup, fialové podbarvení – reorganizace, změna skupiny či soutěže
| Česko (1999 – 2000) |         |        |    |    |   |   |    |    |     |    |        |
| Sezóna              | Liga    | Úroveň | Z  | V  | R | P | VG | OG | +/- | B  | Pozice |
| 1999/00             | 2. liga | 2      | 30 | 24 | 4 | 2 | 76 | 29 | +47 | 76 | 1.     |

## FC SYNOT „B“
FC SYNOT „B“ byl rezervním týmem Synotu.

### Umístění v jednotlivých sezonách
Legenda: Z – zápasy, V – výhry, R – remízy, P – porážky, VG – vstřelené góly, OG – obdržené góly, +/− – rozdíl skóre, B – body, červené podbarvení – sestup, zelené podbarvení – postup, fialové podbarvení – reorganizace, změna skupiny či soutěže
| Česko (1999 – 2000) |                                        |        |    |   |   |    |    |    |     |    |        |
| Sezóny              | Liga                                   | Úroveň | Z  | V | R | P  | VG | OG | +/– | B  | Pozice |
| 1999/00             | I. B třída Středomoravské župy – sk. C | 7      | 26 | 8 | 6 | 12 | 45 | 51 | −6  | 30 | 12.    |